# Avahi meridionalis
Lêmure-lanoso-do-sul (Avahi meridionalis) é uma espécie de lêmur da família Indridae. Endêmica de Madagascar, está restrita a área de Sainte Luce.